# Simple API for XML
Simple API for XML (zkráceně SAX) umožňuje sériový přístup ke XML. Jde o tzv. proudové zpracování, při kterém se dokument rozdělí na jednotlivé jeho části (počáteční a koncové značky, obsahy elementů, komentáře, atd.). Postupně se pak volají jednotlivé události, které ohlašují nalezení konkrétní části. Způsob zpracování těchto jednotlivých událostí je pak již plně v kompetenci programátora.
Tato metoda vypadá na první pohled velice náročně, své uplatnění však má v konkrétních složitějších způsobech zpracování XML, zvláště tam, kde se k dokumentu nepřistupuje náhodně, ale sekvenčně se postupně čte celý obsah. Její další výhoda spočívá v rychlosti zpracovávání a menší paměťové náročnosti. Oproti DOMu bývá několikrát rychlejší, což u větších dokumentů může značně zkrátit čas vykonávání jednotlivých skriptů.

## Příklad použití SAXu vPHP
```
<?php

	
// vytvoření nového SAX parseru

	
$this
->
parser
 
=
 
xml_parser_create
();

	
// při nalezení počátečního a koncového tagu se bude volat funkce onStartElement() a onEndElement

	
xml_set_element_handler
(
$this
->
parser
,
 
"onStartElement"
,
 
"onEndElement"
);

	
// nastavení funkce pro zpracování obsahu tagů na onContent()

	
xml_set_character_data_handler
(
$this
->
parser
,
 
"onContent"
);

	
// postupné čtení vstupního souboru (zde example.xml)

	
if
 
(
$f
 
=
 
fopen
(
"example.xml"
,
"r"
))

	
{

		
// čtení souboru po 4 KB a jeho zpracovávání parserem

		
while
 
(
$xml_data
 
=
 
fread
(
$f
,
4096
))

			
if
 
(
!
$this
->
parseString
(
$xml_data
,
 
feof
(
$f
)))

			
{
 
// vrátí-li metoda nulovou hodnotu, došlo k chybě

				
echo
 
"Chyba parsování!"
;

			
}

		
fclose
(
$f
);

	
}

	
// tato funkce je volána při nalezení počátečního tagu

	
function
 
onStartElement
(
$parser
,
 
$elementName
,
 
$attributes
)

	
{

		
echo
 
"nalezen počátečni tag s názvem 
$elementName
: "
;

		
foreach
 
(
$attributes
 
as
 
$nazev
 
=>
 
$hodnota
)

			
echo
 
" atribut 
$nazev
 = '
$hodnota
';
\n
"
;

		
echo
 
"
\n
"
;

	
}

	
// tato funkce je volána při nalezení koncového tagu

	
function
 
onEndElement
(
$parser
,
 
$elementName
)

	
{

		
echo
 
"nalezen koncový tag s názvem 
$elementName
: "
;

	
}

	
// tato funkce je volána poté, co je znám obsah elementu

	
function
 
onContent
 
(
$parser
,
 
$content
)

	
{

		
echo
 
"obsah elementu: "
.
$content
.
"<br />"
 
;

	
}

?>

```